# Municipio 4 Beech Glenn
El municipio 4 Beech Glenn (en inglés: Township 4 Beech Glenn) es un municipio ubicado en el  condado de Madison en el estado estadounidense de Carolina del Norte. En el año 2010 tenía una población de 3.327 habitantes.

## Geografía
El municipio 4 Beech Glenn se encuentra ubicado en las coordenadas 35°51′11.03″N 82°29′2.76″O / 35.8530639, -82.4841000.